# Ambassade du Maroc en Mauritanie
L'ambassade du Maroc en Mauritanie est la représentation diplomatique du royaume du Maroc auprès de la Mauritanie. Elle est située au 569 avenue du General de Gaulle, quartier Tevragh-Zeina B.P. 621. Nouakchott, la capitale du pays.
Son ambassadeur est Hamid Chabar depuis 20 avril 2018.

## Ambassadeurs du Maroc en Mauritanie
| Ambassadeur           | image | date de début de mission | date de remise des lettres de créance | date de fin de mission | Roi du Maroc | Présidents de la Mauritanie                                                                          |
| --------------------- | ----- | ------------------------ | ------------------------------------- | ---------------------- | ------------ | --- |
| Kacem Zhiri           |       | 1970                     |                                       |                        | Hassan II    | Moktar Ould Daddah                                                                                   |
| Mohamed Mahjoubi      |       |                          | 3 juin 1975                           |                        | Hassan II    | Moktar Ould Daddah                                                                                   |
| Abderrahmane El Kohen |       | 9 juillet 1985           |                                       |                        | Hassan II    | Maaouiya Ould Sid'Ahmed Taya                                                                         |
| Brahim Moussa         |       | 1992                     |                                       | 1997                   | Hassan II    | Maaouiya Ould Sid'Ahmed Taya                                                                         |
| Abderrahmane Benomar  |       |                          |                                       | Décembre 2016          | Mohammed VI  | Sidi Mohamed Ould Cheikh Abdallahi/Mohamed Ould Abdel Aziz/Ba Mamadou M'Baré/Mohamed Ould Abdel Aziz |
| Hamid Chabar,         |       | 20 avril 2018            |                                       |                        | Mohammed VI  | Mohamed Ould Abdel Aziz/Mohamed Ould Ghazouani                                                       |

## Consulat
Le Maroc possède un consulat général à Nouadhibou.